# 안코나도

안코나도의 위치

안코나도(이탈리아어: Provincia di Ancona)은 이탈리아 마르케주의 도다. 도청 소재지는 안코나이다. 면적은 1,940 km2, 인구는 474,630(2008)이다.